# 総合目録
総合目録（そうごうもくろく、英: union catalog）とは、複数の図書館の蔵書目録を統合した図書目録のことで、これにより複数の所蔵機関から所蔵資料を一括して検索（横断検索）することができる。
図書館はその所蔵資料の管理のため大量の書誌データを扱うが、そのデータベースの構築を、ネットワークに参加する複数の図書館で共同で行うものをオンライン共同分担目録という。新刊など参加館のいずれでも所蔵していなかった資料は、最初にそれを受け入れる参加館が新しく書誌データを作成・登録し、それ以降、他の参加館はそのデータを自館のデータベースに複製するだけで利用できる（コピーカタロギング）。書誌データのほか各参加館の所蔵データもそれに登録することで同時に総合目録データベースも構築される。さらに、総合目録を活用することで、図書館間相互貸借・文献複写（ILL）をオンラインのシステム上で実現することができる。
共同分担目録・総合目録などの各種情報サービスを提供する組織を書誌ユーティリティといい、「WorldCat」で知られる世界初にして世界最大の書誌ユーティリティOCLC（米国）のほか、米国のRLG（RLIN）、フランスのABES、ドイツのBSZ、BVB、KOBV、HEBISなど、国レベル・地域レベルで世界各地に存在する。日本には大学図書館のための総合目録データベース「NACSIS-CAT」を提供（一般向けには「CiNii Books」や「Webcat Plus」として公開）している国立情報学研究所（NII）がある。